# Pure Steel Records
Pure Steel Records ist ein 2006 von Kay Anders und Andreas Lorenz gegründetes deutsches Musiklabel aus Schwarzenberg, welches sich vor allem dem Heavy Metal der 1980er Jahre widmet, aber auch Bands aus den Bereichen Hard Rock, Progressive Rock und Doom Metal verlegt.
Die Künstler werden über das Hauptlabel Pure Steel Records (Heavy Metal) oder eines der Sublabels Pure Rock Records (Rockmusik), Pure Legend Records (Hard Rock), Pure Prog Records (Progressive Rock/Progressive Metal), Pure Underground Records (Underground) oder Karthago Records (Re-Releases) vertrieben.
Pure Steel Records arbeitet mit anderen Plattenlabels zusammen, um bekannte Alben wieder auf LP zu veröffentlichen.
Pure Steel veröffentlichten im Dezember 2008 das erste offizielle Tributealbum zu Warlock / Doro Pesch.

## Künstler (Auswahl)
- Adramelch
- Alltheniko
- Angband
- Artizan
- Ascheregen
- Axehammer
- Cage
- Chastain
- Cloven Hoof
- Dark Sky
- Deathfist
- Distant Past
- Dragonsfire
- Emerald
- Eternal Reign
- Fatal Embrace
- Firewind
- Forensick
- Halloween
- In Solitude
- Lanfear
- Mayfair
- Ninja
- Omen
- Pertness
- Rizon
- Sacred Steel
- Salem
- ShadowKeep
- Speed Limit
- Steel Prophet
- The Mystery
- Thomas Laszlo Winkler
- Thomas Vaucher
- ToJa
- Trancemission
- Trauma[4]
- Unchained Horizon
- Warrant
- Wolfs Moon